# Distretto di Santiago de Cao
Il distretto di Santiago de Cao è uno dei sei distretti della provincia di Ascope, in Perù. Si trova nella regione di La Libertad e si estende su una superficie di 128,72  chilometri quadrati.